# 스투디오스 수도원

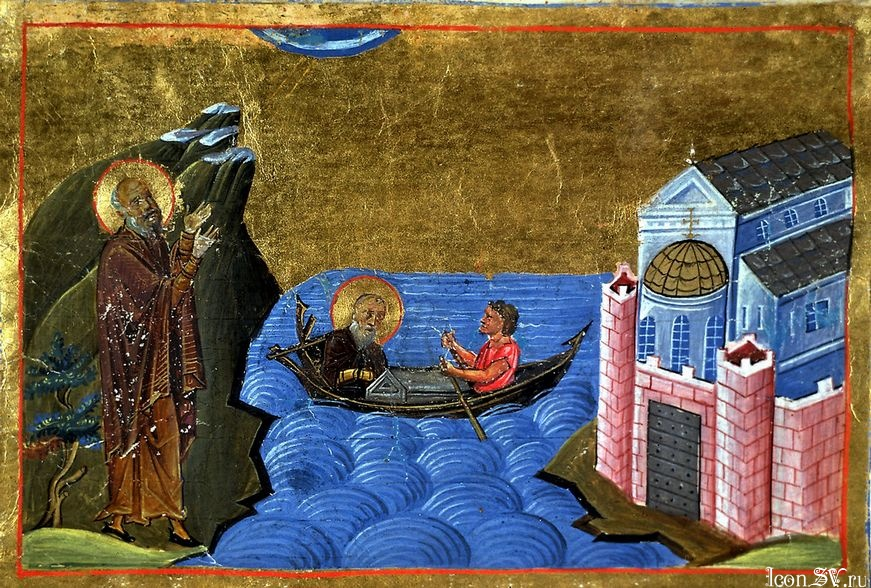
바실리오스 2세를 위한 메놀로기온(c. 1000)에서 묘사된 스투디오스 수도원

스투디오스 수도원, 자주 축약되어 스투디오스, 스투디움(라틴어: Studium)으로 불리는 "스투디오스에 있는" 성 요한 선구자의 수도원(그리스어: Μονή του Αγίου Ιωάννη του Προδρόμου εν τοις Στουδίου)은 동로마 제국의 수도 콘스탄디누폴리스(오늘날의 이스탄불)의 그리스 정교회의 수도원이었다. 스투디오스 수도원 거주자는 스투디티스(Στουδίτης)라고 불렸다. 수도원이 반천년 이상 버려져 있었음에 불구하고 스투디오스 수도원의 규율과 관습은 아토스산과 정교회 셰계의 다른 많은 수도원의 수도자들에게 본보기로 받아들여졌으며, 오늘날에도 영향을 미치고 있다.
수도원 유적은 오늘날 코차 무스타파 파샤인 프사마티아로 불리는 이스탄불의 구역에서 프로폰디스(마르마라해)와 멀지 않은 곳에 위치해 있다. 스투디오스 수도원은 462년 콘스탄티노폴리스에 정착한 로마 귀족인 집정관 플라비우스 스투디우스가 세웠고, 세례자 성 요한에게 헌정되었다.

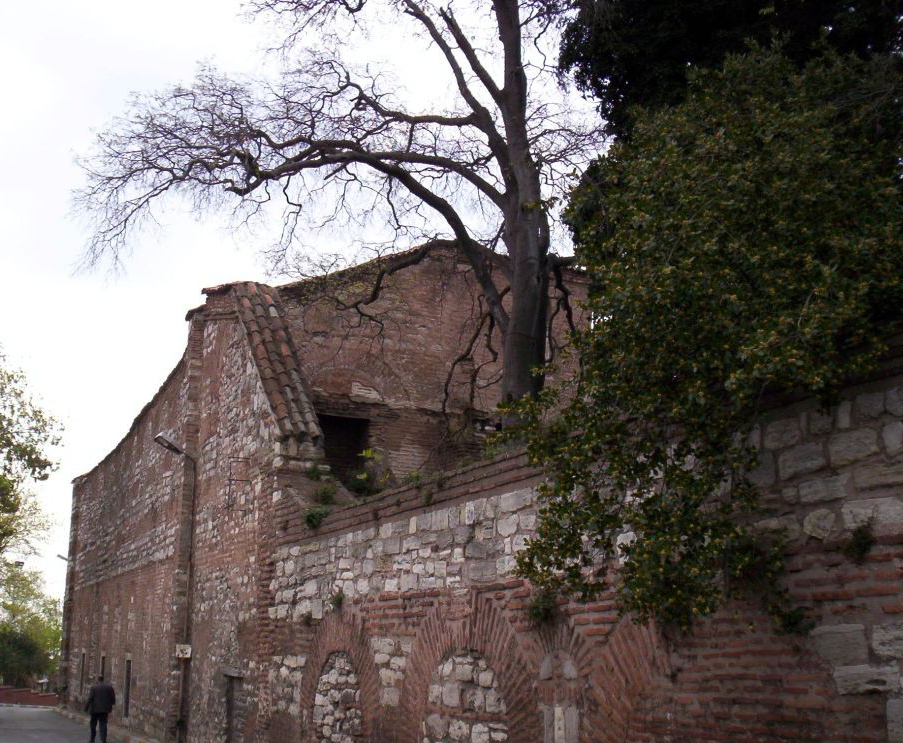
수도원의 거리 전경
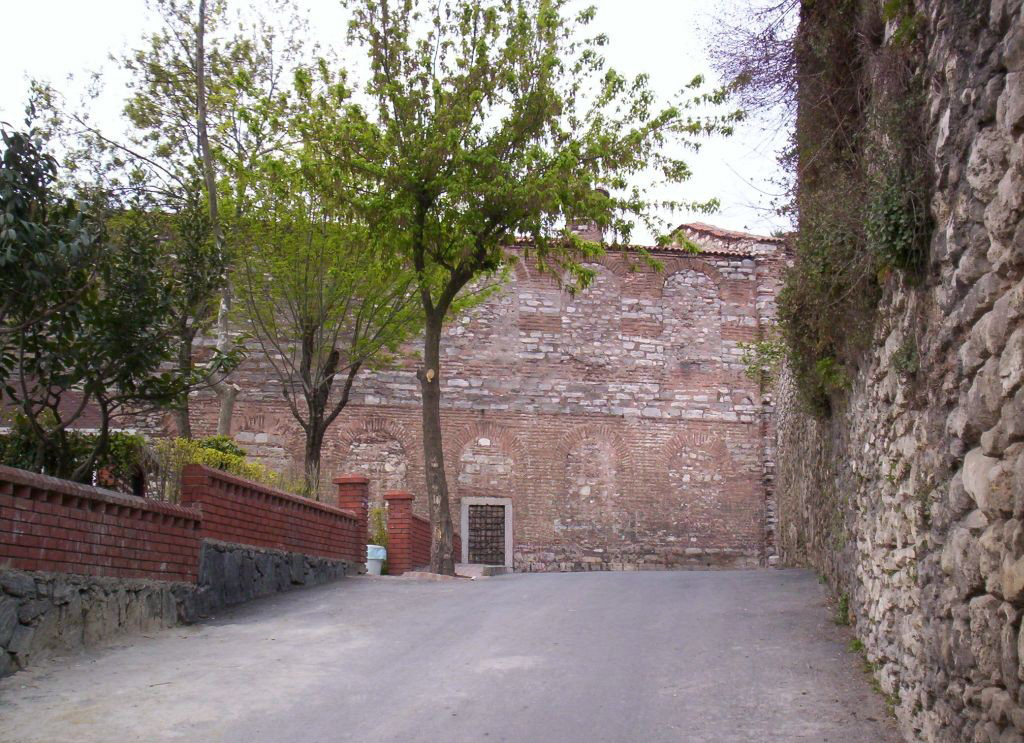
수도원의 외벽
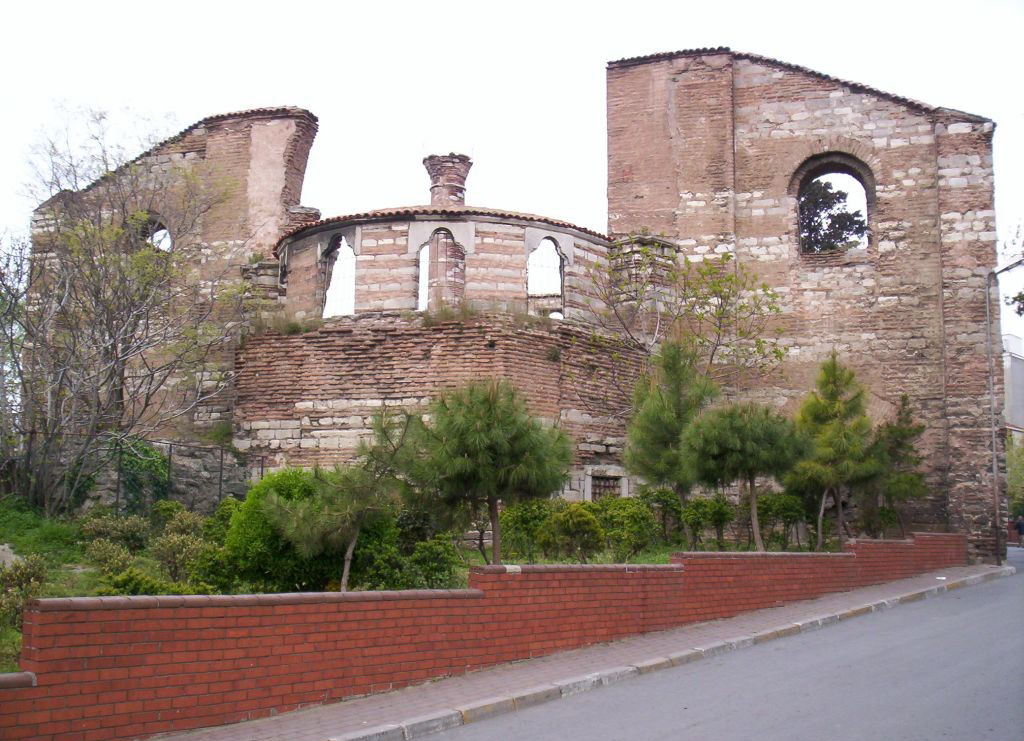
후진

## 외부
위키미디어 공용에 스투디오스 수도원 관련 미디어 분류가 있습니다.
- Byzantium 1200 | Monastery of Saint John of Stoudios